# Lunasti rumeni trakar
Lunasti rumeni trakar (znanstveno ime Noctua orbona) je palearktična vrsta sovk.

## Opis
Odrasli metulj ima premer kril med 38 in 45 mm. Osnovna barva prednjih kril je usnjeno rumenkasto do rdečkasto rjava, površina pa je prepredena z vzorcem nekoliko temnejših linij. 
Odrasli so aktivni od junija do septembra, odvisno od podnebja. Gosenice se prehranjujejo na mnogih zelnatih rastlinah in travah.